# Гонгузоя
Гонгузоя — ручей в России, протекает по территории Муезерского городского поселения и Ругозерского сельского поселения Муезерского района Республики Карелии. Длина ручья — 19 км.
Ручей берёт начало из ламбины без названия на высоте выше 155,5 м над уровнем моря.
Течёт преимущественно в юго-восточном направлении по заболоченной местности.
Ручей в общей сложности имеет два притока суммарной длиной 12 км.
Втекает на высоте 142,8 м над уровнем моря в реку Сегежу, которая, в свою очередь, впадает в Выгозеро.
Населённые пункты на ручье отсутствуют.
Код объекта в государственном водном реестре — 02020001312202000006342.